# Джефф Сешнс
Джефферсон Борегар «Джефф» Сешнс III (англ. Jefferson Beauregard «Jeff» Sessions III; нар. 24 грудня 1946, Сельма, Алабама) — американський політик, колишній сенатор Сполучених Штатів від штату Алабама з 1997 до 2017 року. Генеральний прокурор США у 2017—2018 роках. Член Республіканської партії.
У 2007 р. за рейтингом National Journal Сешнс увійшов до п'ятірки найбільш консервативних сенаторів.

## Біографія
У 1969 р. Сешнс закінчив Huntingdon College в Монтґомері, штат Алабама, а у 1973 році — юридичний факультет Університету Алабами. У тому ж році він почав свою кар'єру як адвокат у Расселлвіллі. Він переїхав у 1977 році до Мобіла. Він був федеральним прокурором (1981–1993) і генеральним прокурором штату (1994–1996).
З 8 лютого 2017 по 7 листопада 2018 — Генеральний прокурор США.